# Inhibidor de la cinasa Jano

Tofacitinib

Los Inhibidores de la cinasa Jano, también conocidos como inhibidores de JAK o jakinibs, ] son un tipo de medicamento que funciona mediante la inhibición de la actividad de una o más de las enzimas de la familia de cinasas Jano (JAK1, JAK2, JAK3, Tyk2), interfiriendo así con la vía de señalización JAK-STAT. Estos inhibidores tienen aplicación terapéutica en el tratamiento de cáncer y enfermedades inflamatorias.

## Mecanismo de acción
Las citoquinas juegan un papel clave en el control del crecimiento celular y la respuesta inmune. Muchas citoquinas funcionan mediante la unión y la activación de los receptores de citocinas del tipo I y del tipo II. Estos receptores, a su vez dependen de la cinasa Jano (JAK) que son de la familia de enzimas para la transducción de señales. Por lo tanto, fármacos que inhiben la actividad de JAK bloquean la señalización de citoquinas.
Más específicamente, las cinasas Jano fosforilan y activan los receptores de citoquinas. Estos receptores fosforilados a su vez recluta factores de transcripción STAT que modulan la transcripción de genes.
El primer inhibidor de JAK para llegar a los ensayos clínicos fue tofacitinib. El tofacitinib es un inhibidor específico de JAK3 (IC50 = 2 nM) bloqueando así la actividad de la IL-2, IL-4, IL-15 e IL-21. Por lo tanto la diferenciación de células Th2 se bloquea y por lo tanto tofacitinib es eficaz en el tratamiento de enfermedades alérgicas. Tofacitinib en menor medida también inhibe JAK1 (IC50 = 100 nM) y JAK2 (IC50 = 20 nM) que a su vez bloquea IFN-gamma e IL-6 de señalización y por consiguiente de diferenciación celular Th1.

## Ejemplos

### Aprobado
- Ruxolitinib contra JAK1 / JAK2 para la psoriasis, la mielofibrosis,[3][4][5] y la artritis reumatoide (esta cita no indica que ruxolitinib es aprobado por la FDA para la artritis reumatoide, las necesidades correctamente citada).[6] Aprobado por los FDA en noviembre de 2011 para la mielofibrosis.

- Tofacitinib (tasocitinib; CP-690,550) contra JAK3 para la psoriasis y la artritis reumatoide.[7] FDA de Estados Unidos aprobó en noviembre de 2012 para la artritis reumatoide.

- Baricitinib (LY3009104, INCB28050) contra JAK1 / JAK2. Aprobado por la AEMPS en marzo de 2017 para el tratamiento de la artritis reumatoide activa moderada grave con respuesta insuficiente a fármacos antirreumáticos sistémicos y en octubre de 2020 para la dermatitis atópica de moderada a grave en adultos candidatos a tratamiento sistémico[8][9]

### En Estudios Clínicos
- CYT387 contra JAK2 para los trastornos mieloproliferativos.[10][11]
- Filgotinib (GLPG0634) contra JAK1 para la enfermedad de Crohn y la AR.[12]
- GSK2586184 contra JAK1, para la psoriasis y la colitis ulcerosa, pero interrumpió en LES.[13]
- Lestaurtinib contra JAK2, para la leucemia mieloide aguda (LMA).[14]
- Pacritinib (SB1518) en contra de JAK2 para el linfoma en recaída y malignidades mieloides avanzadas,[15] la mielofibrosis idiopática crónica (CIMF).[16]
- TG101348 contra JAK2; resultados de fase I para la mielofibrosis se publican.[17]

### Experimental
- JSI-124[18]
- CHZ868 (para su uso contra los trastornos mieloproliferativos y leucemia mielomonocítica crónica[19]
- Tofacitinib contra JAK3 de alopecia universal[20]
- Tópica tofacitinib y ruxolitinib para la alopecia[21]